# 塞內卡湖

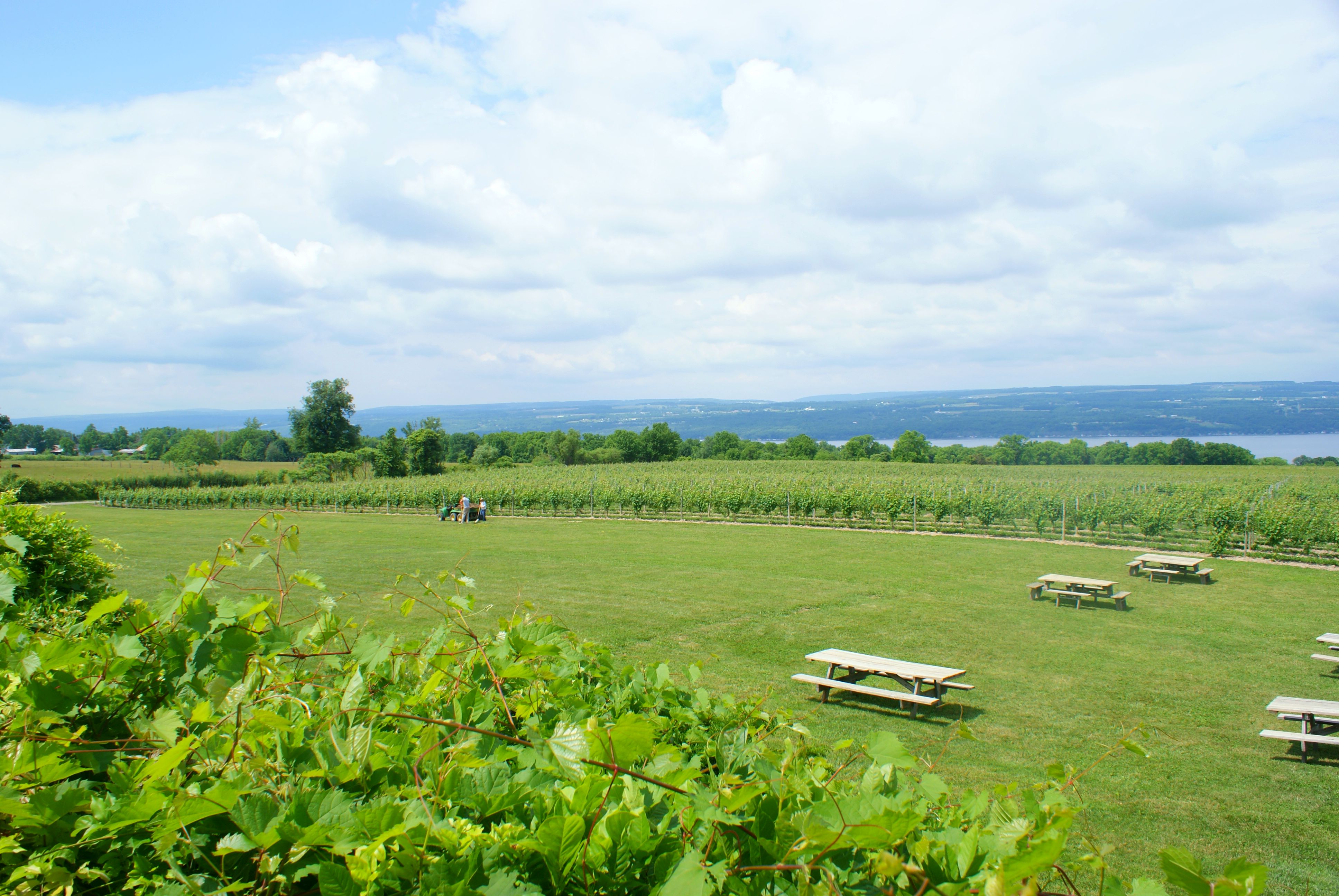
湖畔的葡萄酒園

塞內卡湖（英語：Seneca Lake）是位於美國紐約州的一個湖泊，也是五指湖中面積最大和深度最深的湖泊。塞內卡湖是美國軍隊的聲納系統測試場。塞內卡湖也以葡萄酒而聞名，沿岸有超過50家葡萄酒莊。 
塞內卡湖南边的瓦特金斯格倫州立公園（Watkins Glen State Park）每年夏天吸引很多游客前往，公園的核心為格倫溪所侵蝕出來的峽谷，深達 400-英尺 （120-米） ，沿途的虹橋與彩虹瀑布很有特色。 

## 外部連結
- "Test and evaluation of Seawolf class submarine at the Naval Undersea Warfare Center"
- "Seneca Lake Sonar Test Facility"
- "Finger Lakes Underwater Preserve Association" （页面存档备份，存于）
- New York State Parks: Sampson State Park
- Sampson Naval Training Station Veterans Website （页面存档备份，存于）
- Sampson Air Force Veterans Website （页面存档备份，存于）

42°39′20″N 76°53′51″W / 42.655555555556°N 76.8975°W